# ایوب مشهور
ایوب مشهور (انگلیسی: Ayoub Mashhor؛ زادهٔ ۱۴ ژوئن ۱۹۹۵) یک بازیکن فوتبال اهل قطر است.